# Megachile pyrenaica
Megachile pyrenaica là một loài Hymenoptera trong họ Megachilidae. Loài này được Lepeletier mô tả khoa học năm 1841.

## Hình ảnh

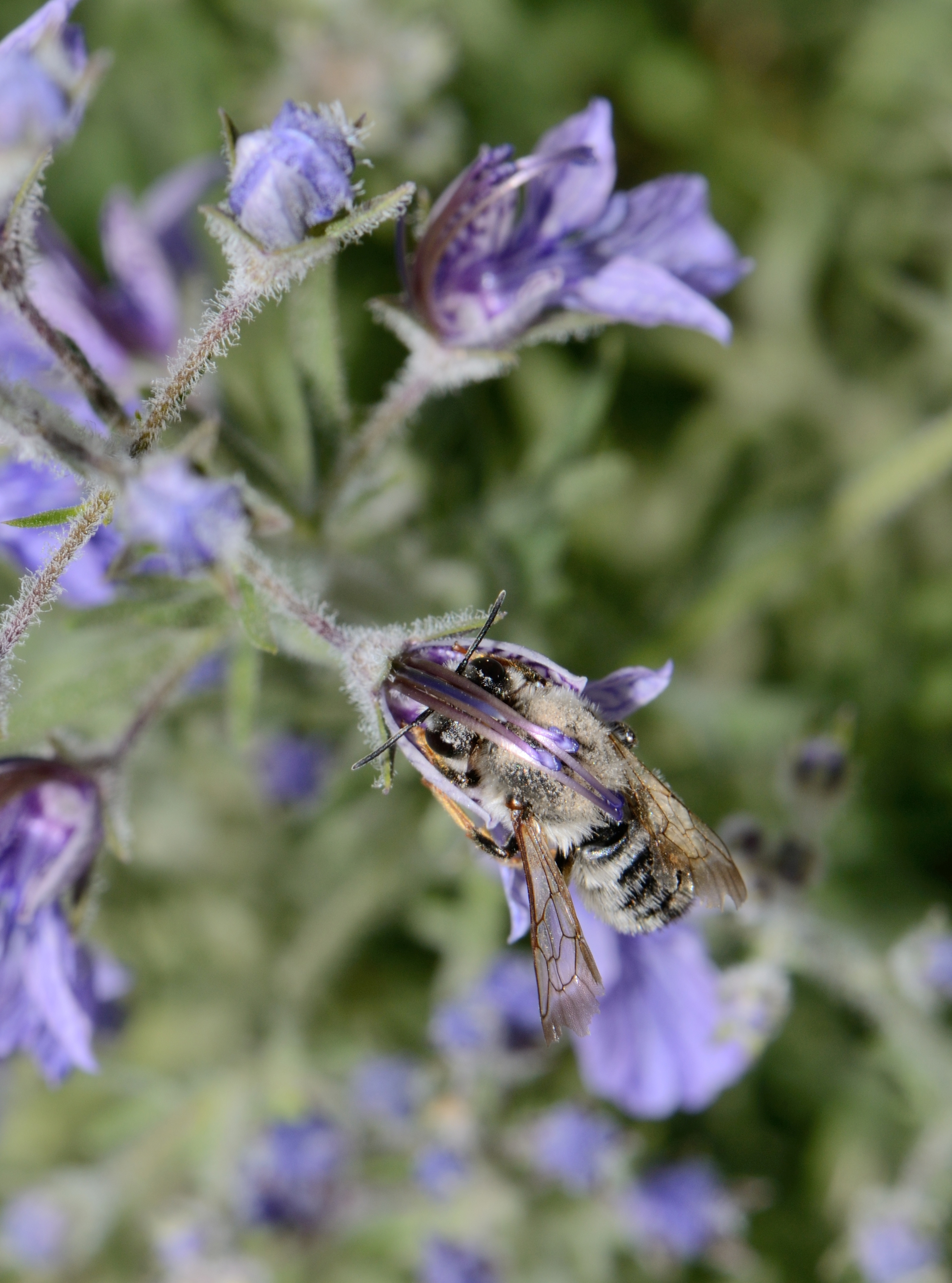